# 敏巫縣
敏巫縣為緬甸馬圭省轄下的縣，其區域面積為9,304.4平方公里，2014年人口687,575人。該縣下分5個鎮區。敏巫為該縣之首府。

## 毗鄰
敏巫縣南邊與德耶謬縣為界；東邊與馬圭縣為界；北邊與木各具縣以及甘高縣為界；西北邊與欽邦敏達縣為界；西邊與若開邦實兌縣以及若開邦皎漂縣為界。

## 鎮區
以下為敏巫縣的鎮區：
- 敏巫鎮（Minbu Township）
- 崩漂鎮（Pakokku Township）
- 額貝鎮（Ngape Township）
- 沙林鎮（Salin Township）
- 西都岱耶鎮（Sidoktaya Township）

## 外部連結
- "Minbu (Sagu) Google Satellite Map and Gazetteer" （页面存档备份，存于） Maplandia